# امقید
امقید (به عربی: أمقید) یک منطقهٔ مسکونی در الجزایر است که در استان تمنراست واقع شده‌است.

## خصوصیات
امقید ۶۰۹ متر بالاتر از سطح دریا واقع شده‌است.